# Destra (araldica)
Destra è un termine utilizzato in araldica per indicare parte dello scudo e delle figure o pezze; ed è alla sinistra di chi le guarda. Infatti l'araldica raffigura scudi, che come arma difensiva si portano davanti al corpo; e poiché destra e sinistra si riferiscono a chi porta lo scudo, risultano invertite per chi lo guarda standogli di fronte.
Le figure araldiche sono abitualmente rivolte a destra, posizione che non si blasona; mentre per indicare il loro essere rivolte a sinistra si usa frequentemente il termine rivoltato (o rivolto).

Illustrazione di come funziona la sinistra e la destra in araldica.

Due chiavi con i congegni a destra (Luleå, Svezia)
Due spighe poste a destra (Merenschwand, Svizzera)
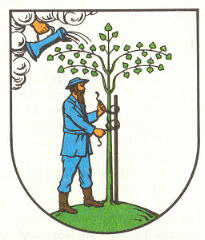
Nuvola posta nel canton destro del capo (Netzschkau, Germania)
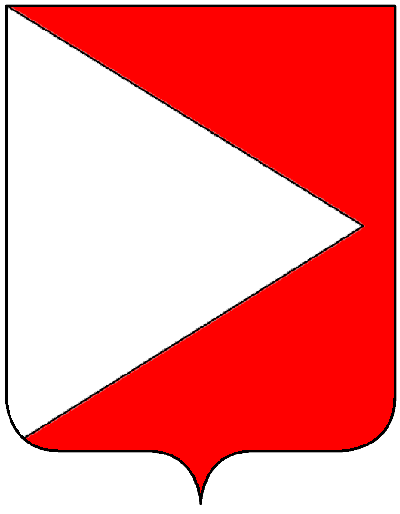
D'argento, abbracciato a destra di rosso (stemma della famiglia Domantz, Germania)